# 下拜戈拉农村居民点
下拜戈拉农村居民点（俄语：Нижнебайгорское сельское поселение）是俄罗斯联邦沃罗涅日州上哈瓦区所属的一个农村居民点。其下辖有2个居民点，行政中心为下拜戈拉。据2016年统计，该农村居民点的人口为997人。